# Suzanne Harmes

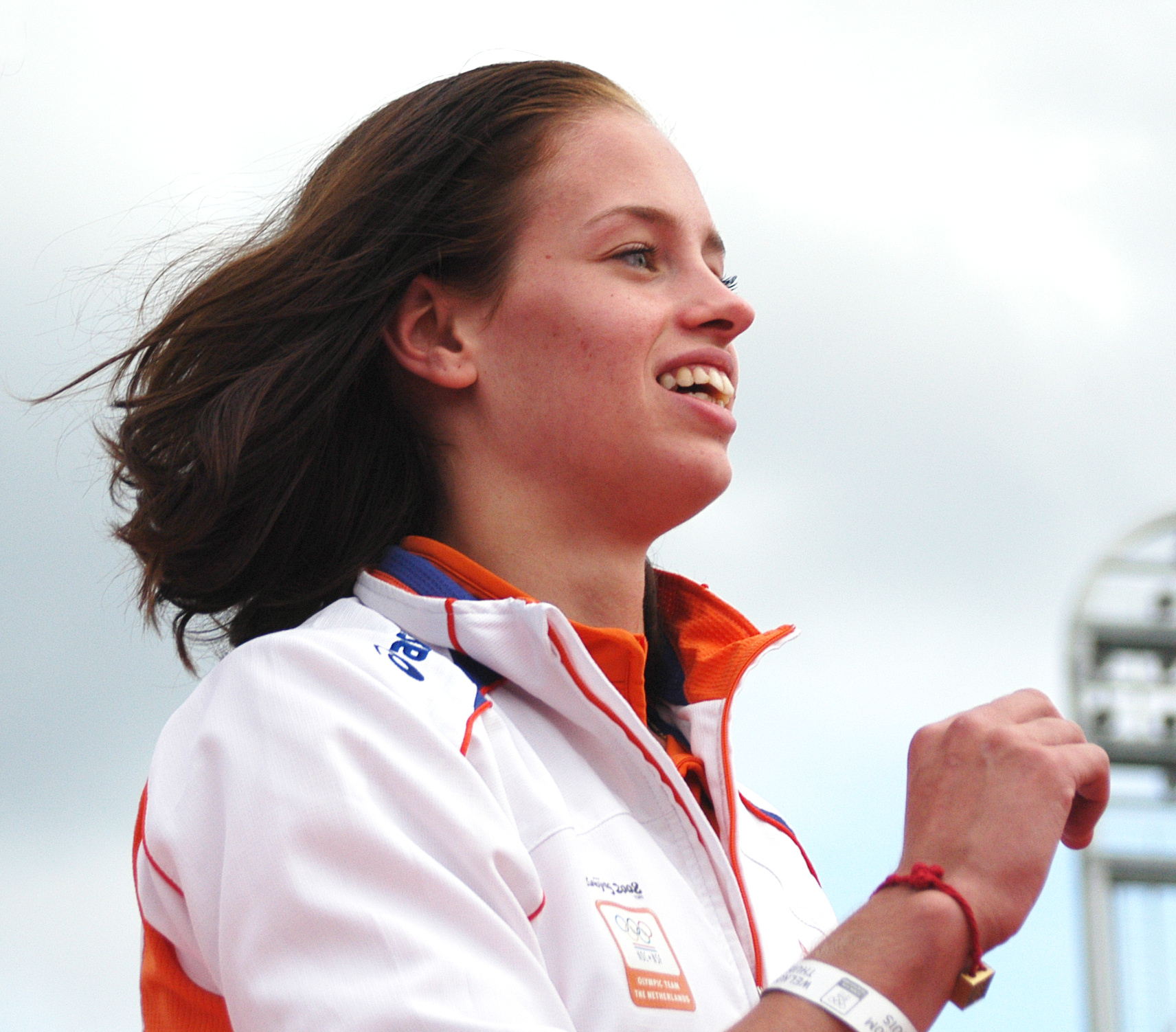
Suzanne Harmes

Suzanne Helena Johanna Harmes (* 10. Januar 1986 in Zoetermeer) ist eine ehemalige niederländische Kunstturnerin. 
Suzanne Harmes begann schon in sehr jungen Jahren mit der Gymnastik in dem in ihrer ehemaligen Heimatstadt Zoetermeer liegenden Turnverein „Pro Patria“. Sie trainierte unter der Betreuung des Trainers Frank Louter, dem Trainer, der etwa auch Verona van de Leur und  Renske Endel trainierte. Später wechselte sie nach Nijmegen und trat dem Turnzentrum „De Hazenkamp“ unter Leitung von Boris Orlov bei. 
Im Jahr 2002 gewann sie eine Silbermedaille mit der niederländischen Mannschaft bei den Turn-Europameisterschaften 2002 in Patras. Ein Jahr später wurde sie die erste niederländische Meisterin. Bei den Turn-Weltmeisterschaften 2005 in Melbourne gewann sie die Bronzemedaille im Bodenturnen. Zu Beginn des Jahres 2005 hatte sie bei den „Artistic Gymnastics World Cup Women“ in Maribor, vom 28. bis 30. Oktober, Gold, Silber und Bronze auf dem Balken und am Sprungtisch. Wegen ihrer Schwangerschaft blieb sie aber den Turn-Weltmeisterschaften 2006 in Aarhus vom 13. bis 21. Oktober 2006 fern. Im Mai 2007 gebar sie einen Sohn.
Einige Zeit nach der Geburt ihres Sohnes kehrte sie in die Sportgymnastik zurück. Sie wurde wieder niederländischer Meister. Harmes war die einzige niederländische Turnerin, die an den Olympischen Sommerspielen 2008 in Peking teilgenommen hatte. Anfang Mai 2011 beendete sie ihre Gymnastiklaufbahn.